# Taxithelium laeviusculum
Taxithelium laeviusculum är en bladmossart som beskrevs av Hugh Neville Dixon 1937. Taxithelium laeviusculum ingår i släktet Taxithelium och familjen Sematophyllaceae. Inga underarter finns listade i Catalogue of Life.